# خورخي برناردو
خورخي برناردو هو لاعب كرة قدم برتغالي، ولد في 25 سبتمبر 1991 في لشبونة في البرتغال. لعب مع أتلتيكو كاسا بيا.

## وصلات خارجية
- خورخي برناردو على موقع قاعدة بيانات كرة القدم.إي يو (الإنجليزية)
- خورخي برناردو على موقع Soccerway.com (الإنجليزية)